# Il leone e i cannibali
Il leone e i cannibali (Cannibal Capers) è un film del 1930 diretto da Burt Gillett. È un cortometraggio animato della serie Sinfonie allegre, il primo della serie diretto da Gillett.

## Trama[1]
Durante i preparativi per una cena, un gruppo di cannibali viene spaventato da un leone, ma il più maldestro di tutti riesce a salvare l'intero gruppo.

## Distribuzione
Il corto venne distribuito nelle sale statunitensi il 13 marzo 1930.